# Die Bildersprache
Die Bildersprache ist ein griechisches Volksmärchen (AaTh 875).

## Handlung
Ein Prinz möchte heiraten, aber nur ein Mädchen zur Frau nehmen, das gewandt in der Kunst der Bildersprache ist. Da jedoch keine der vorstelligen Prinzessinnen diese beherrscht, begibt er sich hinaus auf die Jagd und wandert so lange herum, bis er einen Vater mit seiner Tochter entdeckt, die gerade einen Abhang hinaufsteigen. Da sagt das Mädchen zu dem Alten, er solle doch seine Füße auf die Schultern nehmen, damit sie schneller von der Stelle kämen, womit sie meint, dass der Vater die Schuhe ausziehen solle, damit er bequemer den Abhang hinaufsteigen könne. Danach verlangte das Mädchen von ihrem Vater, sie zu stützen, damit sie auch ihn stützen könne, wodurch sie rascher heimkommen würden, womit sie meint, dass sie sich unterhalten sollen, damit die Zeit schneller vergeht, und als der Prinz all das hört, folgt er den beiden zu deren Hütte.
Dort bittet er um ein Nachtlager und lernt die arme Familie des Mädchens kennen sowie auch dessen Art zu sprechen, die ihm gefällt. Also begibt er sich am nächsten Morgen wieder zum Schloss, wo er einem Diener einen Sack mit dreißig Broten, einem runden Quarkkäse, einem gefüllten gebratenen Hahn und einem Schlauch mit Wein gibt, den dieser der armen Familie bringen soll. Dabei solle er ausrichten, dass der Monat dreißig Tage hat, der Mond voll ist, der Verkünder Auroras gebraten ist und die Haut des Bockes straff und rund ist. Zusammen mit ein paar Freunden bedient sich der Diener jedoch an der Kost und so verspeisen sie dreizehn Brote, den halben Käse sowie den ganzen Hahn und trinken mehr als die Hälfte des Weins. Danach begibt sich der Diener zu dem Mädchen, um seinen Auftrag zu erfüllen, wobei er die Worte spricht, die er ausrichten soll, woraufhin das Mädchen das Geschenk annimmt, ihm aber sagt, er solle seinem Herrn ausrichten, dass der Monat nur achtzehn Tage hat (eigentlich müsste es siebzehn Tage heißen), der Mond halbvoll ist, der Verkünder Auroras nicht erschienen ist und die Bockshaut schlaff ist. Hinzu fügt sie zudem, dass er die Sau nicht um des Rebhuhns willen schlagen solle.
Wieder bei seinem Herrn, berichtet der Diener, was ihm das Mädchen gesagt hatte, jedoch vergisst er dabei die hinzugefügten Worte zu erwähnen, wodurch er sich eine ordentliche Tracht Prügel einhandelt. Als sie ihm dann doch noch einfallen, stellt der Prinz die Schläge ein und holt die In-Bildern-Sprechende zu sich, um mit ihr Hochzeit zu feiern.

## Versionen und Hintergrund
Diese Version stammt aus dem Werk Ausgewählte griechische Volksmärchen (Berlin 1889) von Johannes Mitsotakis und erhielt im Deutschen den Titel Die Bildersprache. Es existieren einige weitere griechische Versionen des Märchens, so auch eine, die im Deutschen den Titel Die Rätselsprache trägt und in dem Werk Die Märchen der Weltliteratur – Griechische Volksmärchen (Düsseldorf / Köln 1965) von Georgios A. Megas zu finden ist. In dieser werden einunddreißig Brote ausgehändigt, wodurch die Rechnung stimmt.